# Zduny (Koło)
Zduny (także Przedmieście Włocławskie lub Nowe Miasto) – dawne miasto położone na terenie współczesnego miasta Koła, uzyskały lokację miejską w 1554 roku.
Miasto było zamieszkiwane w większości przez garncarzy. W 1655 Zduny zostały całkowicie spalone przez wojska szwedzkie pod dowództwem Karola X Gustawa. Władze Koła uzurpowały często prawo do nadzoru nad przedmieściem, co doprowadzało do konfliktów i potrzeby interwencji ze strony starosty Rafała Gurowskiego. W 1783 roku burmistrzem Zdun był Wojciech Kotkowski, w 1784 roku Mateusz Pawłowski, a w 1785 roku Antoni Bucikiewicz. Ostatnim burmistrzem Zdun, około 1800 roku, był ponownie Wojciech Kotkowski.
Zachowana księga miejska z lat 1585–1802 przechowywana jest w Archiwum Państwowym w Poznaniu. Na terenie dawnych Zdun znajdują się ulice Garncarska, Zduny, Ceramiczna i Zawadzkiego oraz stadion MOSiR.